# Missions catholiques de 1622 à la fin du XVIIIe siècle

 Les missions catholiques de 1622 à la fin du XVIIIe siècle  ou les « missions pontificales » (1re partie)
Cet article est le troisième d’un ensemble concernant l’expansion et la diffusion du christianisme, qui comprend :
1. Expansion du christianisme du Ve au XVe siècle.
2. Missions catholiques aux XVIe et XVIIe siècles.
3. « Les missions catholiques de 1622 à la fin du XVIIIe siècle ou missions pontificales (1re partie) ».
4. Missions catholiques au XIXe et XXe siècles.
5. Histoire des missions protestantes
6. Histoire des missions évangéliques

## Repères chronologiques
- 1494 : Traité de Tordesillas
- 1540 : Approbation de la Compagnie de Jésus par le pape Paul III, fondée par Ignace de Loyola et quelques autres.
- 1545- 1563: Concile de Trente
- 1597 : 27 Martyrs à Nagasaki.
- 1622 : 52 Martyrs à Nagasaki et fermeture du Japon aux étrangers.
- 1622 : Grégoire XV crée la Congrégation de la Propaganda Fide pour la coordination du travail missionnaire (bulle Incrustabili.
- 1624 : Alexandre de Rhodes et les Jésuites débarquent en Cochinchine puis au Tonkin.
- 1659 : Instructions de la Propaganda Fide aux missionnaires.
- 1660 : Départ des premiers missionnaires des MEP (Missions étrangères de Paris), en tant que vicaires apostoliques, c'est-à-dire, évêques dépendant directement de Rome.
- 1742 : Benoît XIV rédige la bulle Ex quo singulari (de) qui met fin à la querelle des rites.
- 1769 : Mission San Diego de Alcalá en Californie. Missions californiennes (Choc des cultures des missions californiennes)
- 1773 : Suppression des Jésuites par Clément XIV
- 1833 : Loi de sécularisation mexicaine de 1833 mettant fin au système de mission sur son territoire.
- 1845 : Encycliques Neminem Perfecto sur la formation du clergé local.

## Les missions pontificales auxXVIIeetXVIIIesiècles

### La fin du 'Padroado'
À la fin du XVe siècle, le pape Alexandre VI avait institué une sorte du partage du monde entre Espagnols et Portugais selon lequel les souverains respectifs du Portugal et d’Espagne avaient la responsabilité des missions catholiques sur les parties du monde qui leur avaient été attribuées (Voir Les Missions Catholiques aux XVIe et XVIIe siècles). Ce système, connu sous l’appellation de « Padroado » ('patronat' ou 'patronage') se fissura de lui-même lorsque le Portugal s’avéra incapable de consentir l’effort missionnaire nécessaire au Brésil, en Afrique et en Asie. Le Roi Jean III avait été amené  à demande, à partir de 1558, des renforts au pape Paul III et au fondateur des jésuites, Ignace de Loyola.
En 1622, après le concile de Trente, par la bulle Inscrutabili, le pape Grégoire XV institua un organisme central, la Congrégation de la Propaganda Fide, mais aucune action précise ne s’ensuivit. Un peu plus tard, un Jésuite français, Alexandre de Rhodes, de retour du Viêt Nam, plaida l’urgence pour le Saint-Siège d’envoyer des évêques qui pourraient consacrer des prêtres indigènes, seul moyen pour les Églises locales d’exister en dépit d’une présence incertaine des missionnaires qui étaient soumis à une persécution chronique. À partir de 1658, le pape envoya directement des évêques dans les pays de mission, sous le nom de vicaires apostoliques, grâce à la fondation des Missions étrangères de Paris.

### La prédominance des missions jésuites
Créés en 1540, les Jésuites devinrent une composante majeure de l’Église catholique aux XVIIe et XVIIIe siècles. Ils sont un millier, en 1556, à la mort de leur fondateur, et soixante ans plus tard, on en compte treize mille sur toute la surface du globe. Ils sont investis dans les œuvres les plus diverses, et particulièrement les missions. François Xavier, ami et compagnon d’Ignace de Loyola, participa à l’évangélisation de l’Inde et du Japon avant sa mort, en 1552, aux portes de la Chine. (Voir Missions catholiques aux XVIe et XVIIe siècles).
S’il est pertinent d’établir, en première approche, une classification des missions patronat/pontificales selon qu’elles se situent sous le régime du patronat (Padroado portugais) (théoriquement avant 1622) ou qu’elles dépendent directement de la Congrégation de la Propaganda Fide, après 1622, il convient de souligner que les missions jésuites ressortent un peu des deux catégories :
D’un côté, les missionnaires jésuites qui sont investis dans la partie du monde dévolue au Portugal selon le traité de Tordesillas, à partir du milieu du XVIe siècle sont évidemment soumis à la règle du patronat. D’un autre côté, dès la fondation de la Compagnie de Jésus, les Jésuites revendiquent clairement l’autorité directe du pape. Ceci est exprimée dans la « Formule » de la Compagnie soumise au pape Paul III :

« Nous avons jugé souverainement expédient que chacun de nous s’engageât par un vœu spécial de sorte que, quoi que le Pape actuel ou ses successeurs nous ordonnent pour le profit des âmes et la propagation de la foi, en quelque pays qu’ils veuillent nous envoyer, nous allons sans tergiverser, sans excuses, sans retard, en tant qu’il dépendra de nous ; nous serons tenus d’obéir, que ce soit chez les Turcs ou chez d’autres infidèles, même dans ce qu’on appelle les Indes, ou encore chez tous les hérétiques et schismatiques, et parmi les fidèles. »

C’était la première fois que la règle d’un institut prévoyait explicitement l’acceptation d’une besogne missionnaire.
Pour le fondateur Ignace, cette obéissance au Pape n’était en rien incompatible avec une loyauté vis-à-vis du Portugal. Après que le roi Jean III eut appelé les Jésuites dans les Indes, Ignace proclamait Jean III « seigneur et père de la société ».
Étant donné la domination maritime de la flotte portugaise les premières destinations des Jésuites se situaient dans le monde portugais : Indes, Afrique, Brésil, et les départs se faisaient toujours de Lisbonne. Un certain nombre de Jésuites français, italiens, belges et autres firent partie des groupes qui furent envoyés régulièrement en Asie à la fin du XVIe siècle. Parallèlement, les Jésuites recrutèrent également en Espagne, et finalement, lorsque la Compagnie de Jésus fut supprimée (1773), c'est dans les colonies espagnoles que se trouve le plus gros des missionnaires jésuites:
- Amérique portugaise (Brésil) 591
- Amérique espagnole (Mexique, Colombie, Chili, Pérou, Équateur) 1533
- Paraguay 584
- Asie (203) dont  77 en Chine, 57 au Viêt Nam et 69 au Malabar.

Il n’y avait plus de missions au Japon depuis la fermeture totale du pays survenue en 1623. Ils avaient été jusqu’à 140 à la fin du XVIe siècle. Le Paraguay est compté à part puisqu’elle avait obtenu une certaine autonomie sous la couronne espagnole : ce qu’on appela parfois la République des Guaranis'.

### Caractéristiques des missions jésuites
Il est difficile de discerner des points communs au travail missionnaire des Jésuites dans des pays si différents que la Chine impériale ou le Paraguay des indiens Guaranis. La principale caractéristique des Jésuites fut de faire preuve de la plus grande souplesse pour s’adapter au milieu.
Les Jésuites maniaient avec une grande maîtrise ce que l’on appelle aujourd’hui la « communication » avec leurs pays d’origine. En dépit des distances et de la longueur des voyages, le public européen était parfaitement informé de l’activité missionnaire des  Jésuites grâce aux Relations, puis aux Lettres édifiantes et curieuses qui renseignaient non seulement sur le travail apostolique, mais aussi sur les mœurs et la géographie des contrées lointaines. Cette littérature missionnaire connut un grand succès et participa à la vulgarisation de la connaissance qu'eurent les européens des autres continents.
Les Jésuites, mis en confiance par la puissance de leur compagnie, sont indépendants de la puissance coloniale locale. Non seulement, ils se démarquent des autorités coloniales, exemples exécrables de la religion qu’ils prêchent, mais ils auraient même tendance à se substituer au pouvoir temporel. Le père Henriquez, missionnaire en Inde, n’écrit-il pas « Avec un seul prêtre qui serait lui-même fonctionnaire, on ferait plus pour la conversion des Indiens qu’avec 20 prêtres sous un mauvais fonctionnaire. » ? Au Paraguay, ce sera un véritable état théocratique qui se mettra en place. Les Jésuites accordent une grande importance à l’encadrement des néophytes, à la formation des catéchistes. Les indigènes ne sauraient cependant accéder à un statut de père jésuite. Une vie au séminaire ne suffirait pas pour atteindre le niveau requis.
Dans les pays d’Asie de vieille culture, les audaces en matière d’adaptation à la culture locale vont de pair avec une propension à tenter d’infiltrer les plus hautes sphères du pouvoir avec le secret espoir que tout un peuple pourrait suivre l’exemple de son souverain.

### Les débuts de la congrégation de la propagande
Créée en janvier 1622, la congrégation de la propagande, composée de 16 cardinaux, deux prélats et un secrétaire, François Ingoli qui en est le principal animateur. À sa mort, en 1649, 46 missions rassemblant 300 missionnaires dépendent directement de la congrégation. Résultat modeste mais néanmoins substantiel. En plus des cotisations des cardinaux (500 ducats d’or chacun et 10 000 pour le pape), c’est surtout le richissime cardinal espagnol Vivés qui pourvoit aux premiers besoins de la congrégation, notamment en lui cédant le palais Ferratini pour en faire un collège où l’accent est mis sur l’enseignement des langues. Le financement des missions est bien entendu un problème de fond : En Europe, on a attribué au clergé des bénéfices ecclésiastiques, mais dans les terres lointaines, les missionnaires sont souvent obligés de faire du commerce pour survivre.
Face aux missions du patronat qui se présentaient souvent comme la forme coloniale des Églises espagnoles et portugaises, il s’agit maintenant pour la Propagande de jeter les bases pour constituer des Églises indigènes. Dans la logique de l’Église catholique, le développement de ces Églises indigènes implique qu’elles soient sous la conduite d’évêques indépendants des puissances européennes et que les fidèles soient encadrés par un clergé indigène. Or, même dans l’Amérique espagnole, où les missions semblent avoir obtenu des succès appréciables, le clergé indigène reste insignifiant.
C’est l’Afrique qui avait vu arriver les premières missions pontificales : au Congo, un roi africain, chrétien, Pierre II du Kongo s’était émancipé du roi du Portugal. De 1645 à 1692, la congrégation de la Propagande lui envoie une centaine de capucins italiens.
Ce n’est cependant qu’en 1658 qu’il y a vraiment passage à l’acte, c’est-à-dire, envoi d’évêques hors d’Europe en rupture avec le système du patronat : le pape Urbain VII envoie sur le terrain cinq vicaires apostoliques, avec rang d’évêques (Idalkan, c’est-à-dire Goa, Malabar, Grand Mogol, Canada et Viêt Nam). Il avait fallu que le Saint-Siège aille chercher en France un contrepoids à l’influence espagnole, très grande au Vatican à cette époque, et surtout pour affronter un Portugal qui défendait ses prérogatives de façon très ombrageuse depuis 1620 où il avait retrouvé son indépendance après un siècle d’union avec l’Espagne.

### La fondation desMissions étrangères de Paris
C’est assez naturellement en France, première nation catholique de l’époque, et laissée en dehors du système du patronat que le Saint-Siège trouve les bases nécessaires pour son action missionnaire. En 1646, à Paris, les milieux de la Compagnie du Saint-Sacrement tentaient de mettre sur pied une société missionnaire composée d’ecclésiastiques et de laïques. En 1653, ils rencontrent Alexandre de Rhodes qui leur présente ses idées.
Le Jésuite Alexandre de Rhodes avait été envoyé au Japon avec un collègue portugais, Pierre Marque, mais lorsqu’ils arrivèrent à Macao, il s’avéra que le Japon était désormais fermé aux missionnaires, et les deux pères furent détournés sur la Cochinchine. Quelques années plus tard, en 1627, Alexandre de Rhodes débarquait au Tonkin. Il se reproduisit chez les Vietnamiens un peu la même histoire qu’au Japon, c’est-à-dire une flambée de conversions spontanées. De la même façon qu’au Japon, les relations s’étaient tendues avec le pouvoir politique, Alexandre de Rhodes avait été expulsé. Il était donc tout à fait convaincu de la nécessité de donner aux nouvelles églises locales les moyens de leur autonomie.
En 1658, des ecclésiastiques, François Pallu, François de Montmorency-Laval et Pierre Lambert de la Motte fondent la Société des missions étrangères de Paris, première société de prêtres diocésains dévolue aux missions. C’est dans cette nouvelle société de missionnaires que le pape Urbain VII choisit quatre de ses premiers vicaires apostoliques : François de Laval s’embarque pour le Canada en 1659, mais ses collègues François Pallu, Pierre Lambert de la Motte et Ignace Cotolendi en Chine, nommés respectivement au Tonkin, en Cochinchine et en Chine restent quelques années à Paris, le temps de recruter d’autres compagnons qui eux-mêmes fondent un séminaire dans un immeuble acquis en 1663 rue du Bac. En un demi-siècle, de 1660 à 1709, cent six missionnaires séculiers quittèrent la France à destination de l’Asie orientale.
D’une façon générale, l’irruption de nouveaux arrivants n’est pas bien acceptée par les Portugais et les jésuites en place. Il y a des conflits, simple rivalité entre missionnaires au Tonkin, conflit plus politique à Goa où il est difficile de faire la distinction entre le pouvoir politique et les missionnaires portugais.
Un séminaire, le Séminaire Saint-Joseph, est ouvert en 1665 à Ayutthaya au Siam. Ayutthaya est souvent désignée dans la littérature missionnaire de l’époque par Juthia. Le séminaire accueille des élèves du Tonkin, de Cochinchine et du Siam. En fait, il n’y aura pas plus de séminaristes siamois qu’il n’y a de chrétienté siamoise. Le roi du Siam Narai (1629-1688) est plutôt tolérant vis-à-vis des missionnaires, et c’est pour cela que le séminaire est installé au Siam. Certains missionnaires s’illusionnent en imaginant que le souverain pourrait basculer vers leur religion, mais en fait, les Siamois, bouddhistes, restent complètement imperméables au christianisme en dépit de leur tolérance religieuse.
La semence chrétienne semble donc germer plus volontiers sur le terrain vietnamien que sur le terrain siamois, mais il faut bien dire un mot de ce handicap que devront supporter les missions catholiques jusqu’au concile Vatican II, à savoir la pratique du latin. Rome exige que les formules sacramentelles, et en particulier le canon de la messe soient dites en latin. Les catéchistes vietnamiens qui sont sélectionnés pour le séminaire d’Ayutthaya sont ceux qui peuvent réussir des études en latin. En fait, le père François Deydier (1637-1693) qui a pris en main la mission du Tonkin créera également un séminaire clandestin sur un bateau. Les catéchistes qui sont conduits à la prêtrise apprennent par cœur les formules en latin, et leur niveau de latin sera inférieur à celui de Jean Huê et Benoît Hiên, les pionniers du séminaire d’Ayutthaya qui restèrent eux-mêmes à un niveau assez rudimentaire.
Les jésuites ne manquèrent pas de faire grief à leurs collègues et rivaux des missions étrangères de ce manque de formation des prêtres indigènes, allant jusqu’à mettre en doute la validité des sacrements conférés en latin dégradé.
Sur un plan plus général que l'accès à la prêtrise, c’est Alain Forest qui a montré récemment dans sa thèse soutenue en 1997, que les rivalités entre les jésuites et ceux des missions étrangères, étaient bien loin de s’inscrire dans ce qu’il est convenu d'appeler la Querelle des Rites.

### LaQuerelle des Rites
En 1659, les vicaires apostoliques de l’Extrême-Orient avaient reçu les Instructions de la Congrégation de la Propagande qui stipulait, en gros, que le christianisme devait s’accommoder des formes de civilisation locales :
« 
… Quoi de plus absurde que d'introduire chez les Chinois, la France, l’Espagne ou l’Italie… Ne comparez jamais les usages de ces peuples avec les usages européens… Tenez-vous toujours si loin des choses politiques et des affaires de l’État, que vous évitiez de prendre l’administration des choses civiles… »
Jusqu’à quel point la pratique de la religion catholique peut-elle s’adapter aux coutumes locales ? Jusqu’où l’éradication des anciennes croyances doit-elle aller ? Ces questions qui sont inhérentes à la démarche d’évangélisation deviennent incontournables en l’absence d’un rapport de forces qui permet de restreindre l’offre religieuse à son modèle le plus standard. Tel est le cas en Chine et en Inde.
En Inde, c’est la question des castes qui pose problème : les premiers missionnaires ont pu obtenir quelques succès auprès des parias, mais cette image de religion  des parias jointe à l’exécrable réputation des Portugais les coupent complètement des castes supérieures. Peut-on se dispenser de mettre de son côté les classes supérieures ? À cette époque, personne de raisonnable ne le croit. Les missionnaires et leurs contemporains sont encore imprégnés du souvenir de Constantin qui a fait basculer en son temps le monde romain du côté du christianisme. Le Jésuite Roberto de Nobili, un intellectuel de haute volée peut approcher à Madurai ceux qu’on appelait les Brahmes (c’est-à-dire les Brahmanes) comme Ricci a pu le faire avec les lettrés Chinois. Il se présente sous la forme d’un saniassi, c’est-à-dire une sorte de sâdhu. Mais pour rester dans le monde des Brahmes, il doit cesser de fréquenter les autres chrétiens, y compris ses collègues missionnaires. Il s’habille et se nourrit comme un Brahme. Ses méthodes sont vivement critiquées au cours d’une controverse qui dure 12 ans. Finalement, le pape Grégoire XV approuve sa méthode en 1623. En 1640, il crée une autre classe de Jésuites qui peut fréquenter les parias. En fait, comme il n’a pas de successeur immédiat, quelques décennies plus tard, en 1700, les hautes castes ne sont pratiquement plus représentées dans la communauté de Madurai.
En Chine, grâce à leurs prouesses intellectuelles, les Jésuites italiens Matteo Ricci, Michele Ruggieri et leur successeur mathématicien Johann Adam Schall von Bell ont pu s’introduire à la cour de Pékin et à convertir quelques lettrés. Malgré la conquête de la Chine par les Mandchous en 1644, qui met la jeune église en difficulté, la mission réussit à se maintenir. Il n’y a pas entre le christianisme et le confucianisme d’opposition aussi manifeste qu’avec les religions polythéistes, et les Jésuites tentent d’adapter la religion chrétienne à la culture confucéenne chinoise. Tant qu’ils sont seuls en Chine, ce sont les supérieurs jésuites qui tranchent les différends entre missionnaires, mais à partir de 1931, les Jésuites ne sont plus seuls : les Franciscains et les Dominicains, les pères des Missions étrangères de Paris remettent ensuite en cause certaines pratiques des Jésuites, par exemple l’autorisation de poursuivre le culte des ancêtres ou la traduction de Dieu, qui utilise le terme avec lequel les Chinois désignent le Ciel. Les différends entre missionnaires sont alors rapportés au Saint-Office. En 1645, celui-ci se prononce contre les Jésuites, mais en 1656, au contraire, il arbitre en leur faveur. Jusqu’en 1742, on assiste à une suite de tergiversations, tant en Chine qu’au Vatican. À cette date, la bulle Ex quo singulari confirma une autre bulle de 1704 Ex illa die et interdit définitivement aux catholiques la pratique des rites traditionnels chinois. Mais les limites de la susceptibilité chinoise avaient déjà été atteintes en 1732, et tous les Européens avaient été expulsés.
Ce désaveu des Jésuites doit être situé dans le contexte plus général d’une mise en cause de la compagnie par la plupart des puissances catholiques et par les autres congrégations. L’adversaire le plus acharné des Jésuites fut le premier ministre du Portugal, le Marquis de Pombal. En 1773, le pape Clément XIV prononce la suppression des Jésuites. L’ordre ne sera rétabli qu’en 1814.

### Un bilan à la fin duXVIIIesiècle
On a vu que depuis la fin du XVIIe siècle, la France s’affirmait comme la puissance catholique dominante. Or, moins de vingt ans après la suppression des Jésuites, la Révolution française provoqua un cataclysme majeur au sein de l’Église Catholique. De ces deux évènements, il résulta qu’au début du XIXe siècle, la présence de l’Église catholique dans les terres de missions s’était pratiquement éteinte. On peut tenter de dresser un bilan des trois siècles qui ont suivi les grandes découvertes.
- Au long de la période du patronat, le domaine catholique s’est étendu sur toute la sphère d’influence espagnole. Pour l’Amérique espagnole, il s’agit plus de l'accompagnement des colons espagnols que d’un phénomène de conversion à proprement parler. Par contre, pour les Philippines, que l’on peut classer dans la catégorie animiste avant l’arrivée des Espagnols, il s’agit bien d’une population nouvelle qui est passée au Catholicisme. Au XVIIe siècle, les Jésuites entreprennent un travail de fond en direction des Indiens, avec le système des Réductions. (Voir article Mission jésuite du Paraguay)
- La sphère d’influence portugaise correspond, en gros, à l’Afrique et à l’Asie, mais sans domination politique avec contrôle des populations. En Afrique où la présence Portugaise fut très superficielle et où la pénétration vers l’intérieur des terres, l’établissement de missions fut l’exception, comme au Congo. Par contre, en Asie, la religion chrétienne réussit une pénétration chez certains peuples (Japonais, Vietnamiens et dans une certaine mesure, les Chinois), mais se heurte souvent à l’hostilité des pouvoirs politiques. Les peuples bouddhistes se montrent complètement imperméables au Christianisme. En Inde du Sud, Les missions réussissent l’établissement de quelques têtes de pont à la fois chez les anciennes chrétientés et dans les basses castes.
- Jusqu’à la fin du XVIIIe siècle, la concurrence protestante n’existe pas à proprement parler, en ce sens qu’il n’y a pas encore de missions protestantes. Par contre, la religion catholique est plus ou moins interdite dans beaucoup de pays sous domination anglaise ou hollandaise. En Amérique du Nord anglaise, le catholicisme était interdit toutes provinces sauf le Québec, la Pennsylvanie et le Maryland. À Ceylan, lorsque les Hollandais dépossèdent les Portugais de Ceylan en 1658, le calvinisme devient religion d’état, et les quelque cent mille catholiques ne retrouveront toute leur liberté que sous l’administration anglaise, en 1769.
- Les missions ne progressent pas en terres d’Islam, alors que l’Islam progresse vers l’Est, en Inde du Nord, au Bengale, en Malaisie. Le dominicain Ferdinand Navarette et le Jésuite Alexandre de Rhodes rapportent des récits similaires qui font état de contacts pris par des souverains de l’actuelle Indonésie (respectivement Makassar au sud-ouest de Sulawesi, en 1670, et Aceh, au nord -ouest de Sumatra, en 1640) à la fois auprès des chrétiens et des musulmans en vue d’une conversion à l’une ou l’autre de ces religions. Est-ce que l’Islam s’est montré vainqueur de la confrontation parce qu’il était mieux adapté aux aspirations des populations ou bien est-ce que les missionnaires catholiques n’ont pas fait preuve d’une agressivité propagandistes suffisante ? La raison majeure doit-elle être recherchée du côté des Hollandais calvinistes qui dominaient la région et qui ne favorisaient en rien les desseins des catholiques ? Autant de passionnantes questions qui sont loin d'être tranchées.

## Les pionniers français de la foi aux États-Unis entre leXVIeet leXVIIIesiècle
Les premiers missionnaires a fouler le sol américain étaient français : les PP. Pierre Biard et Edmond Masse en 1611. Deux autres de la compagnie de Jésus vinrent les rejoindre en 1613 : le P. Quentin et le F. Gilbert du Thet. Cette petite troupe se joignit alors au groupe formé par Mme de Guercheville pour tenter un établissement aux monts Déserts dans le Maine. Cet établissement fut nommé Saint-Sauveur.
Un peu plus tard le P. Joseph Le Caron, missionnaire franciscain, viendra visiter les sauvages à l'Ouest de la Nouvelle-Angleterre.
En 1634 le P. Paul Lejeune hiverne chez les Montagnais dans le Maine ; treize ans plus tard le P. Gabrielle Dreuillète voyagea lui aussi dans cette région.
De plus le premier missionnaire à s'introduire aux pays des Iroquois(à l'Ouest de la région New-Yorkaise) fut le P. Jogues qui tomba aux mains des Iroquois et fut sérieusement maltraité par ces derniers vers les années 1640.
Maintenant dans les années 1650, les religieux français se multiplient aux États-Unis... Ainsi nous verrons les noms de : P. Poncet, P. Lemoyne, PP. Chaumont et Dablon, les PP. Bruyas et Frémin, le P. Garnier, les prêtres Fénélon et Trouvé, les PP. de Corheil et Milet… travaillés auprès des Iroquois des cinq nations, des Hurons, des Onontagués et des autres peuples autochtones aux États-Unis.
En 1660 le P. Mesnard visita les actuels Michigan et Wisconsin. Il fut le premier pionnier de ces régions. Le P. Allouez suit la même voie et il participa en 1671, au Sault-Sainte-Marie, à une réunion de sauvages de la région qui firent allégeance au Roi de France. Grâce à cette entente, l'Amérique du Nord passait sous domination française… l'on dira que c'était là l'œuvre de quelques jésuites…

### Sources et bibliographie
- S. Delacroix, Histoire universelle des missions catholiques, 4 t., Librairie Grund, Monaco-Paris, 1956-1960
- J. Guennou, Les Missions étrangères, Paris, 1963
- (en) K.S. Latourette, A History of the Expansion of Christianity, 7 vol., Londres-New York, 1937-1945 ; The Christian World Mission in Our Days, New York, 1954
- Alain Forest, Les missionnaires français au Tonkin et au Siam, XVIIe et XVIIIe siècles, L'Harmattan, 1998